# Bite It Like a Bulldog
«Bite It Like a Bulldog» és un senzill del grup finlandès de rock dur Lordi del 2008. És el primer senzill del quart àlbum d’estudi Deadache i es va llançar ala xarxa l'1 de setembre i físicament el 3 de setembre. La cançó va ascendir al número u de les llistes de classificació finlandeses.

## Crèdits
- Mr. Lordi (veu)
- Amen (guitarra)
- OX (baix)
- Kita (bateria)
- Awa (piano)